# Franz Des Loges
Franz Ritter von Des Loges (n. 23 noiembrie 1846, Viena, Imperiul Austriac – d. 10 mai 1914, Suceava, Austro-Ungaria) a fost un om politic austriac din Bucovina, care a îndeplinit funcția de primar al orașului Suceava în perioada 1891–1914.

## Biografie

### Pregătirea profesională
Născut la Viena în anul 1846 într-o familie de origine franco-elvețiană, Franz Des Loges a absolvit Facultatea de Drept a Universității din Viena în anul 1871. A fost repartizat la Tribunalul din Cernăuți și apoi la primăria aceluiași oraș. Ulterior a fost angajat pentru o perioadă ca inginer la societatea care a construit calea ferată Lemberg – Cernăuți – Iași, după finalizarea căreia a primit o pensie viageră din partea statului român și a fost înnobilat cu titlul de cavaler.
S-a stabilit în orașul Suceava, căsătorindu-se cu Lola Isopescu, fiica avocatului Samuil Isopescu (fiul preotului din Marginea, nu cunoscutul autor de manuale școlare, profesor și fost prieten al lui Eminescu). La data de 1 august 1891 a fost ales în funcția de primar al orașului Suceava, fiind reales în mai multe rânduri. El a îndeplinit funcția de primar timp de aproape 23 de ani (1891–1914), fiind cel mai longeviv edil al Sucevei. Nu a avut contracandidați la alegerile pentru funcția de primar ca urmare a faptului că a avut multe realizări care au modernizat orașul. A fost ales ca deputat al colegiului orașelor în Dieta Bucovinei (1898–1904).

### Modernizarea Sucevei

Bustul lui Franz Des Loges, amplasat lângă Primăria Suceava

În perioada cât a condus treburile orașului, a fost realizat centrul urbanistic al Sucevei, construindu-se clădirile în care se află astăzi Prefectura și Consiliul Județean (Palatul Administrativ orășenesc, finalizat în 1903–1904 și în care erau adăpostite administrația orașului, poliția, pompierii, o casă de economii și muzeul de istorie), Muzeul Bucovinei și Muzeul de Istorie (sediul Căpităniei Districtuale, realizată în 1902–1903), Colegiul Național „Ștefan cel Mare” (Gimnaziul Greco-Oriental, construit între 1893–1895 pe locul vechii piețe de lemne), Spitalul Vechi (Casa publică generală a bolnavilor din Suceava, construită în perioada 1891–1903), clădirile actualului Centru de Arhitectură, Cultură Urbană și Peisaj (fosta Uzină de Apă a Sucevei).
În anul 1895, primarul Franz cavaler Des Loges a contractat un împrumut de 1,5 milioane de coroane pentru electrificarea orașului, construcția canalizării, a unui apeduct și îndiguirea râului Suceava.
În anul 1895 s-a început construirea liniei de cale ferată care lega Ițcaniul de Suceava și care a fost finalizată în 1898. Calea ferată traversa orașul pe lângă Liceul „Ștefan cel Mare” și avea capătul în zona Oborului, situat în preajma actualei Policlinici. Vibrațiile produse de trecerea garniturilor de tren au dus la deteriorarea mai multor clădiri printre care Gimnaziul Greco-Oriental și Biserica Sfânta Cruce, a cărei turlă s-a prăbușit. Linia de cale ferată a fost dezafectată în 1916, când a fost distrus podul peste râul Suceava, iar șinele au fost demontate de armata austriacă.
La 12 octombrie 1908 a fost pusă în funcțiune Uzina electrică, construită de Societatea Unificată de Electricitate din Viena și amplasată într-o clădire de pe malul pârâului Cetății sau Târgului. A fost introdus în oraș iluminatul public electric, instalându-se în oraș stâlpi metalici din zăbrele, având lampadare cu becuri incandescente. La data de 12 august 1912, ca urmare a lucrărilor efectuate de firma G. Rumpel din Viena, s-a dat în folosință Uzina de apă, care putea debita 350.000 m³/an, concomitent cu rețeaua publică de aducțiune, alimentare cu apă (24 km) și canalizare pentru ape reziduale (30 km). De asemenea, au fost pavate pentru prima dată străzile orașului.

### Dezvoltarea culturii
Franz Des Loges a avut un rol important în plan cultural. El a sprijinit procesul de restaurare și punere în valoare a unor monumente istorice reprezentative, coordonat de arhitectul Karl Adolf Romstorfer. Prin acest proiect, s-au realizat lucrări de consolidare a ruinelor Cetății de Scaun, s-au restaurat Mănăstirea Sfântul Ioan cel Nou și Biserica Mirăuți. În ianuarie 1900, s-a constituit Societatea „Muzeul orășenesc din Suceava”.
Prin activitatea desfășurată de primarul Des Loges, s-a încercat recuperarea rămânerii în urmă a Sucevei față de Cernăuți, care devenise capitală a Bucovinei după anexarea acestei provincii de către Imperiul Habsburgic în anul 1775.
În oraș au fost instalate elemente moderne de mobilier urban – felinare, chioșcuri de ziare, bănci, două pavilioane de agrement, dintre care unul situat în Parcul Central (unde a fost inaugurat în 1908 bustul împăratului Franz Joseph al Austriei). Clădirile cu rol administrativ au fost construite într-un stil modern care făcea discordanță cu trecutul medieval al orașului.

### Cinstirea memoriei sale

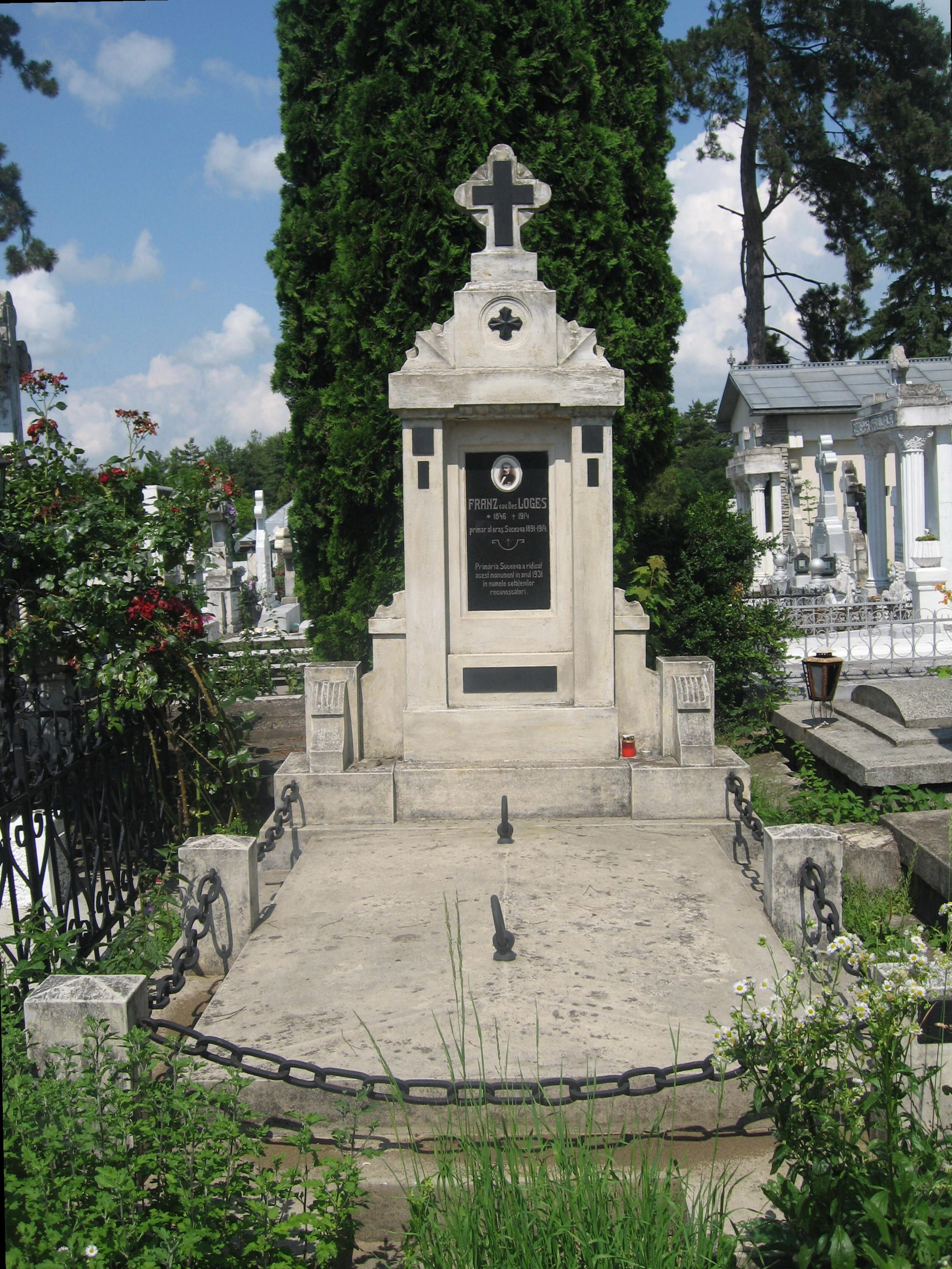
Mormântul fostului primar Franz Des Loges, în Cimitirul Pacea din Suceava

Franz Des Loges a murit la data de 10 mai 1914, la vârsta de 68 ani, fiind înmormântat în Cimitirul Pacea din Suceava. În anul 1931, Primăria Sucevei i-a ridicat un monument funerar deasupra criptei, pe care scrie „în numele cetățenilor recunoscători”.
La data de 23 noiembrie 2006, oficialitățile locale în frunte cu primarul Ion Lungu și directorul Complexului Muzeal Bucovina, Emil Ursu, au organizat o ceremonie de comemorare a lui Franz Des Loges cu ocazia împlinirii a 160 de ani de la nașterea acestuia.
În august 2008, a fost realizată o placă-basorelief din ciment marmorat alb, cu portretul în medalion al fostului primar al Sucevei, Franz cavaler Des Loges, care a fost amplasată pe clădirea vechii Primării a Sucevei (actualul sediu al Prefecturii și al Consiliului Județean Suceava) pentru a cinsti memoria edilului în mandatul căruia a fost construită clădirea respectivă. Pe placa realizată de către sculptorul sucevean Cezar Popescu s-a pus următoarea inscripție: „Existența acestui edificiu se datorează lui Franz cavaler Des Loges, primar al Sucevei 1891–1913”.
Pe 27 noiembrie 2021 a fost dezvelit un bust al fostului edil. Monumentul este opera sculptorului Virgil Scripcariu și a fost amplasat în scuarul de lângă sediul actual al Primăriei Suceava. Este realizat din bronz și se află pe un soclu din beton pe care a fost aplicată inscripția: „Franz Ritter von Des Loges – Primar al Sucevei între 1891–1914”.